# Simona Popová
Simona Popová rozená Simona Deáková (* 25. prosince 1988 Satu Mare, Rumunsko) je rumunská sportovní šermířka maďarské národnosti, která se specializuje na šerm kordem. Rumunsko reprezentuje od druhého desetiletí jednadvacátého století. Na olympijských hrách startovala v roce 2016 v soutěži jednotlivkyň a družstev. V roce 2015 obsadila třetí místo na mistrovství Evropy v soutěži jednotlivkyň. S rumunským družstvem kordistek vybojovala na olympijských hrách 2016 zlatou olympijskou medaili. S družstvem kordistek dále vybojovala v roce 2015 druhé místo na mistrovství světa a v roce 2014 a 2015 titul mistryň Evropy.